# Tensaw
Tensaw es un área no incorporada situada en el condado de Baldwin, en Alabama (Estados Unidos). Forma parte del área estadística micropolitana de Daphne–Fairhope–Foley y es el lugar en el que tuvo lugar la Masacre del Fuerte Mims.

## Historia
El nombre Tensaw deriva del histórico pueblo indígena taensa. Una oficina de correos operó bajo el nombre de Tensaw desde 1807 hasta 1953.
Tres antiguas empalizadas utilizadas durante la Guerra Creek (parte de la Guerra de 1812) estaban ubicadas cerca de Tensaw: Fort Mims (lugar de la masacre de Fort Mims), Fort Montgomery y Fort Pierce.

## Galería
A continuación se muestran las estructuras que se ubicaron en Tensaw y que aparecen registradas en la Encuesta de Edificios Históricos de Estados Unidos:

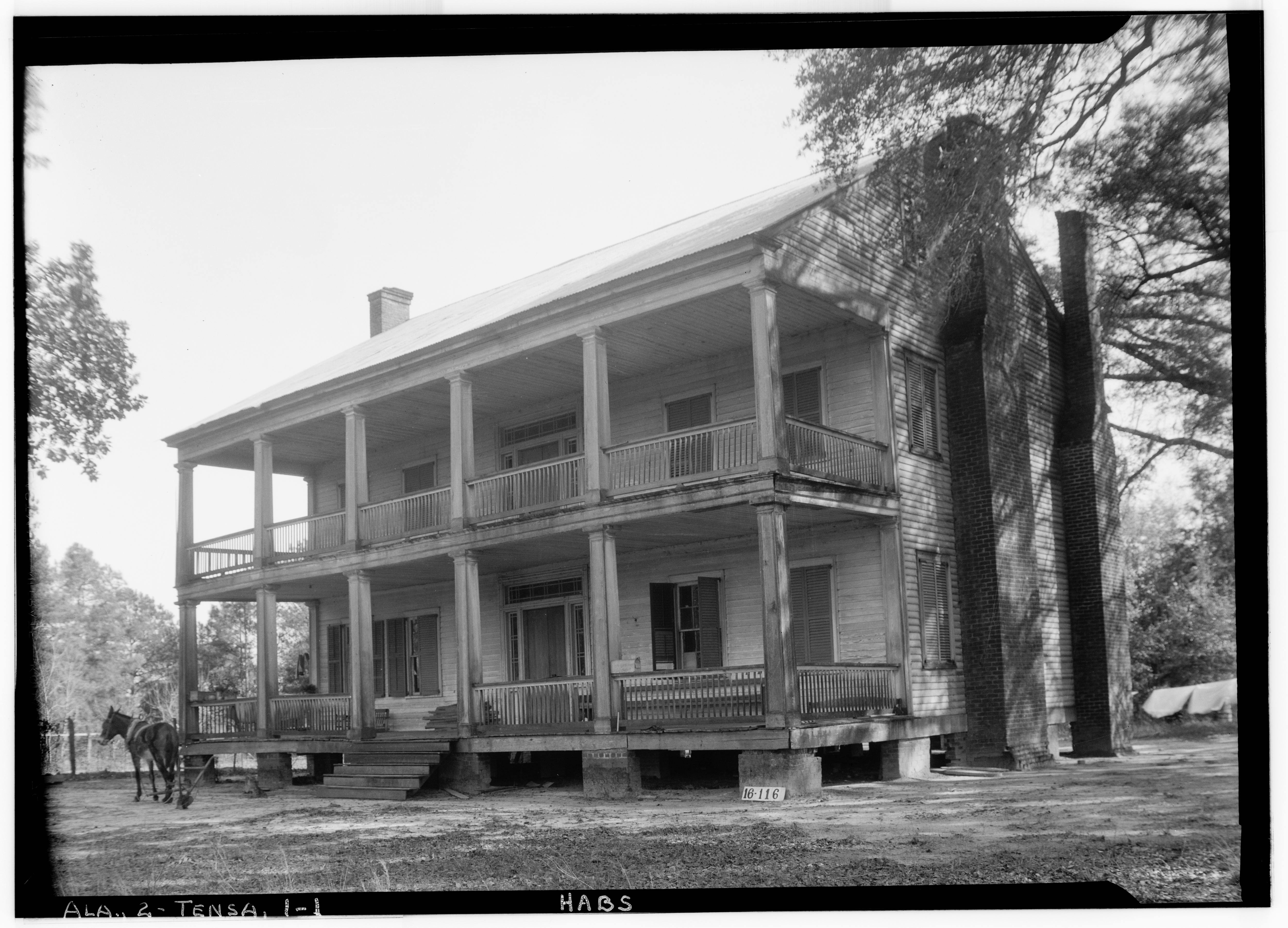
Casa Atkinson-Till
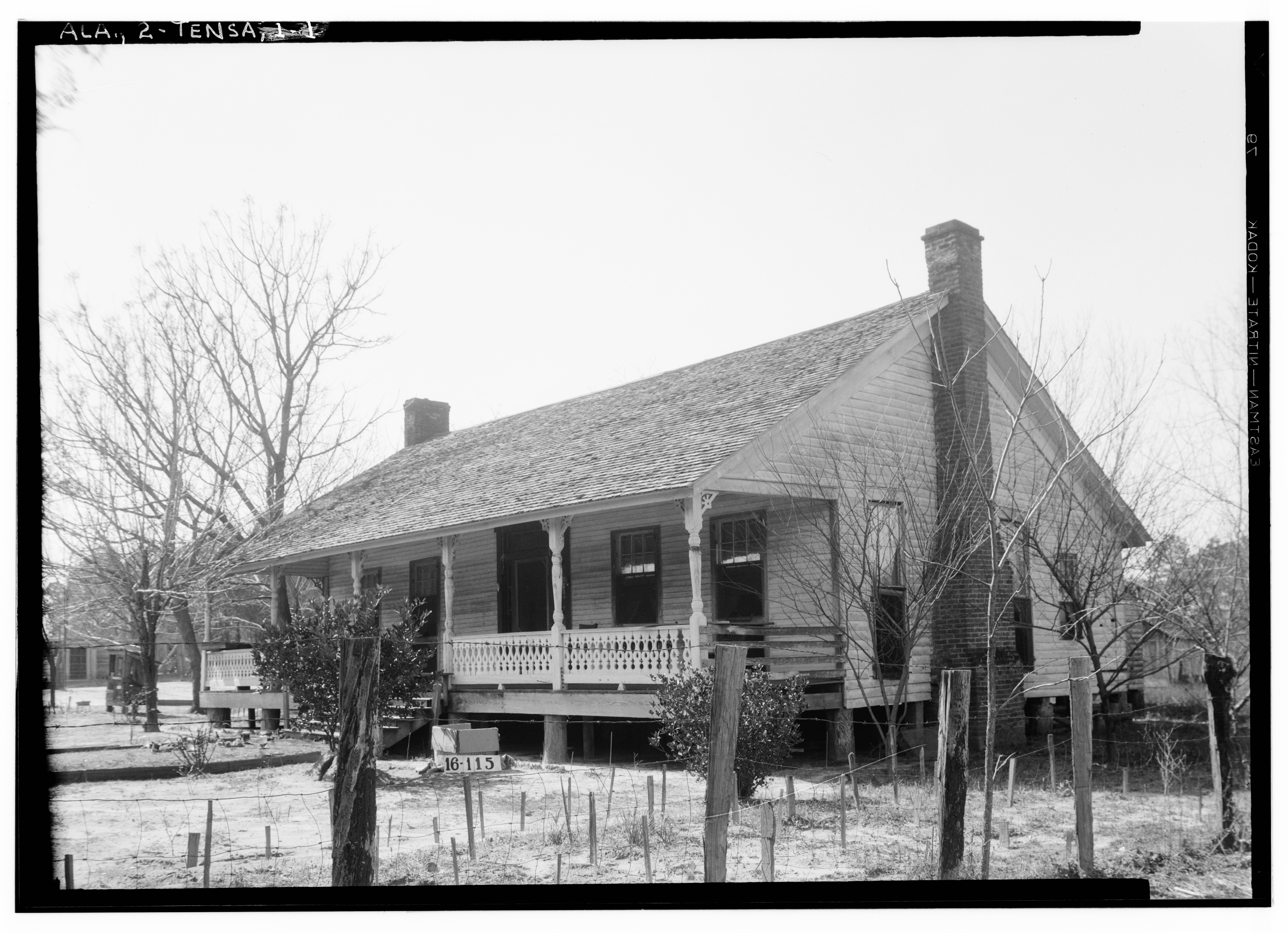
Casa Tunstall